# Алессандрелли, Джанкарло
Джанкарло Алессандрелли (итал. Giancarlo Alessandrelli; род. 4 марта 1952, Сенигаллия, Марке) — итальянский футболист, вратарь.

## Карьера
В футболе дебютировал в молодёжном составе клуба «Ювентус», а в 1971 году начал выступать во взрослой команде, где в первом же сезоне стал чемпионом Италии.
С 1972 года выступал за «Тернану», а с 1973 года играл за «Ареццо». В 1974—1975 годах выступал за клуб «Реджана», а затем вновь вернулся в «Ювентус». В составе команды выходил на поле в некоторых матчах Кубка Италии. За четыре сезона, проведённых в клубе, дважды становился чемпионом страны и завоёвывал Кубок Италии.
С 1979 по 1983 годах выступал за клубы «Аталанта», «Санремезе» и «Рондинелла», но нигде не задерживался более чем на два сезона. В 1983—1984 годах был в составе «Фиорентины», но на поле ни разу не выходил.
Завершил карьеру футболиста в 1986 году в клубе «Рондинелла», куда вернулся в 1984 году.

## Достижения
«Ювентус»
- Чемпион Италии: 1971/72, 1976/77, 1977/78
- Обладатель Кубка Италии: 1978/79
- Обладатель Кубка УЕФА: 1976/77